# Vesper Lynd
Vesper Lynd è un personaggio del romanzo di Ian Fleming Casino Royale del 1953. È certo che Fleming per la creazione di Vesper si ispirò alla vita vera dell'agente Christine Granville. Nel film non ufficiale del 1967, James Bond 007 - Casino Royale, è interpretata da Ursula Andress, mentre in Casino Royale, adattamento del 2006, il ruolo era stato inizialmente assegnato all'attrice canadese Rachel McAdams, che in seguito rifiutò e venne dunque assegnato all'attrice francese Eva Green.
Nel romanzo, il personaggio racconta di essere nata in una notte "molto tempestosa". Questo spiega perché i suoi genitori decisero il nome "Vesper". Si tratta infatti di una parola latina per ricordare la sera. Sul nome di Vesper, Fleming creò un cocktail, il preferito dall'agente 007: il Vesper Martini, i cui ingredienti e le loro parti appaiono sullo schermo solo in Casino Royale (2006). A questo si accompagna una delle frasi più celebri nell'iconografia del mondo di James Bond: "shaken, not stirred" (tradotta in italiano con: "agitato, non mescolato"), pronunciata ogniqualvolta l'agente segreto ordini il cocktail.

## Caratteristiche
Vesper Lynd è una dipendente dei servizi segreti britannici a cui viene affidato il compito di assistere James Bond durante la sua missione, che consiste nel battere al tavolo da gioco Le Chiffre, banchiere del partito comunista francese che intende rifarsi dei soldi perduti in un affare sbagliato. Differenze ci sono tra il personaggio letterario e quello cinematografico. Nel romanzo Vesper è l'assistente personale del capo della sezione S dell'MI6, teoricamente coinvolta in un semplice "lavoro di collegamento", rivelatosi in seguito un affare serio. Nel film invece rappresenta il Ministero delle finanze britannico nel delicato compito di contabile, un compito di controllo sui fondi messi a disposizione di Bond.

## Romanzo
La prima descrizione di Vesper Lynd è offerta al capitolo 4 dalle parole di René Mathis, amico e alleato ricorrente di James Bond, che ne evidenzia il fascino sensuale: "è proprio una bellezza [...] una bellezza, non scherzo. [...] Ha i capelli neri, gli occhi azzurri, e delle, ehm... curve ubriacanti. Davanti e dietro". Nonostante ciò, alla notizia che Vesper costituirà il suo braccio destro nel corso della missione, Bond proverà grande disappunto: la "puttana" - così impulsivamente la definirà - si profila una rogna. Il loro primo incontro avviene all'hotel Splendide e, diversamente da quanto appena previsto, la presenza di Vesper non era di quelle che Bond potesse ignorare. Un'altra descrizione, più precisa e dettagliata, si aggiunge ora al ritratto sommario precedentemente intravisto; la ragazza che appare agli occhi di Bond "aveva i capelli nerissimi, [...] li portava squadrati e corti sulla nuca, con l'effetto di una cornice che faceva risaltare il viso fino alla netta, stupenda linea della mascella. Anche se erano folti, e seguivano i movimenti del capo, non li aggiustava con continui buffetti, ma li lasciava liberi. Gli occhi erano distanti, e di un azzurro profondo. [...] Aveva la pelle lievemente abbronzata e senza ombra di trucco se non sulla bocca, che era generosa e sensuale. Questa apparizione provocherà un certo scompiglio nell'animo di Bond il quale ora si troverà ad affrontare un duplice stato d'animo: da una parte vecchi pregiudizi e ipocrisie poiché in fondo Vesper rappresentava sempre una donna da portare a letto; dall'altra un sentito interesse per la nuova compagnia. In seguito a questo rapido incontro, i due si accordarono per uscire a cena la sera stessa. Vesper - vestita di un regale abito di velluto nero dalla profonda scollatura sulla quale si appuntava una spilla di brillanti - non cessò di incantare Bond, e fu proprio in quell'occasione che poterono per la prima volta discorrere da soli.
Il dialogo procedette alternando argomenti futili a faccende lavorative per mezzo delle quali, secondo un certo grado di freddezza e insensibilità, Bond cercherà di allontanare da sé quel fascino che Vesper provocava. A questo punto la ragazza uscirà di scena per ritornare al centro della vicenda solo dopo qualche capitolo, a conclusione della partita di Baccarà tra Bond e Le Chiffre. È al capitolo 14, mentre festeggiava con Vesper la vittoria al Roi Galant, che 007 scopre in lei qualcosa di strano. La ragazza appare nervosa e irrequieta. Ad un tratto un cameriere le porge un biglietto, un invito di Mathis ad incontrarsi fuori dal locale per comunicazioni urgenti. Bond fiutò la trappola e non appena Vesper uscì si precipitò al suo inseguimento. Tuttavia, giunto nel piazzale del locale, vide sfrecciare un'automobile con a bordo la ragazza; e fu proprio in quel momento che dal finestrino della Citroen guidata da Le Chiffre venne gettata una borsetta contenente il bigliettino: "un falso a dir poco pedestre" sarà il commento di Bond. Parte così un folle inseguimento alla fine del quale Bond verrà catturato per poi essere interrogato e torturato. Al termine di questa sequenza, Vesper assisterà Bond nella convalescenza e progetterà per lui una vacanza in una piccola pensione in riva al mare. Qui finalmente i due potranno scambiarsi quei sentimenti che per molto tempo avevano celato; tuttavia, quella "marea di passione" al secondo giorno cominciò a incrinarsi. Vesper era tesa e visibilmente preoccupata di qualcosa che a Bond non era dato sapere; i suoi atteggiamenti erano diventati evasivi e spesso cedeva al pianto. A fronte di tutto ciò Bond si sentiva turbato; Vesper era ambigua e la forzata felicità che faceva trasparire suscitava in lui interrogativi e preoccupazioni che dissolveva attribuendo il tutto a crisi temporanee.
Nonostante la amasse pazzamente, Bond ignorava il segreto che Vesper nascondeva dietro tanto dolore. Alla sera del quarto giorno fecero l'amore, dopodiché Vesper gli augurò la buona notte. "Dormi bene, amore mio": furono le ultime parole pronunciate dalla ragazza prima di suicidarsi ingerendo una dose massiccia di sonniferi; Bond scoprì il cadavere la mattina seguente, insieme a una lettera in cui era raccontata tutta la verità. Vesper era in realtà un'agente dell'MVD, una spia dei russi. Dopo aver appreso la notizia, il sentimento di amore che Bond aveva coltivato svanì immediatamente lasciando il posto alla freddezza della sua professionalità di agente segreto. Chiamando Londra per informare della vicenda dirà: "è morta, la puttana". Nonostante ciò, in alcuni libri seguenti si capisce che Bond provi ancora dolore per la morte di Vesper e che non l'abbia dimenticata del tutto.
Soprattutto in Al servizio segreto di sua maestà, vi è la prova di come Bond non avesse mai dimenticato Vesper. Il libro inizia infatti con il ritorno di Bond dal cimitero ove è seppellita Vesper, in una tomba che ha solo una modesta iscrizione ("R.I.P.") e le date della nascita e della morte. Bond tornava ogni anno a deporre un fiore in quella tomba. Il volume in questione inizia con questo ritorno dal cimitero, ma si conclude altrettanto tragicamente: vale a dire con la morte di Tracy Di Vicenzo (già sposata con un conte italiano, matrimonio annullato), figlia del capo dell'Unione Corsa, Mister Draco. Bond sposerà Tracy verso la fine del libro ma Blofeld gli uccide la moglie proprio poco dopo la cerimonia. La lotta tra i due, e la vendetta finale, avverrà in "Si vive solo due volte", al termine del quale Bond, in stato di completa amnesia sul proprio passato in virtù della lotta finale con Blofeld, crederà di essere un pescatore giapponese. Dalla sua unione con una ragazza del luogo che lo ha aiutato nascerà un figlio. Bond, preda di strani sogni, capisce che deve cercare qualcosa del proprio passato e si allontana dalla donna e dal nascituro 

## Cinema

### Casino Royale 2006
Nell'adattamento cinematografico del 2006, il ventunesimo della serie, che vede Daniel Craig nel ruolo di Bond, Vesper Lynd è un'agente di collegamento alle dipendenze del Ministero del Tesoro britannico. Il suo compito era quello di assistere 007 fornendogli i finanziamenti per la missione. L'incontro tra i due avviene nel corso del viaggio in treno verso il Casino Royale in Montenegro e il primo scambio di battute è subito significativo, nel classico stile della serie. "Io sono il capitale" dirà Vesper, affermazione alla quale Bond ironicamente replicherà: "Fino all'ultimo centesimo". A Bond vengono messi a disposizione 10 milioni di dollari con una riserva di ulteriori 5 milioni qualora Vesper l'avesse ritenuto un investimento prudente. Segue una cena durante la quale i due discorrono, non senza sarcasmo, del più e del meno. Bond è subito critico nei confronti di Vesper accusandola di essere troppo bella al punto da essere un problema e di compensare il tutto vestendo in maniera mascolina dimostrandosi più aggressiva delle sue colleghe, di avere un comportamento irritante e di coprire le insicurezze con arroganza. Tuttavia Vesper non si farà trovare sprovvista e ribatterà alle affermazioni: ai suoi occhi Bond veste abiti costosi in maniera sprezzante ma non proviene da una famiglia facoltosa, ha un carattere aggressivo perché la benevolenza di qualcuno gli ha consentito di studiare in un luogo prestigioso, è orfano. Lo considera un disadattato ma non ancora un "uomo dal cuore di ghiaccio, bastardo" e infine immagina che consideri le donne "un piacere usa e getta piuttosto che un interesse significativo". Perciò, nonostante lo consideri affascinante, terrà ben d'occhio la gestione dei fondi del governo.
Una volta giunti in Montenegro (dove Bond si apprestava ad affrontare Le Chiffre a poker), Vesper e Bond sotto falsa identità (rispettivamente Miss Broadchest e Mr. Arlington Beech) si fingono amanti e condividono la stessa camera. Prima dell'inizio del grande evento, Bond procura a Vesper un abito viola con una pronunciata scollatura così da distrarre gli altri giocatori del tavolo. Tuttavia, proprio nel momento in cui Vesper farà la propria entrata sarà Bond il primo a sorprendersi e a perdere l'attenzione. La partita aveva preso una brutta piega e Vesper comincia ad essere arrabbiata e preoccupata per una così veloce disfatta. Al termine del primo round, i due si trovano coinvolti in un violento combattimento con Steven Obanno, un terrorista cliente di Le Chiffre, ma fortunatamente riusciranno a neutralizzarlo e a ucciderlo. Questo fatto sconvolge l'animo di Vesper a tal punto che si ritira sotto la doccia della camera dove Bond la consolerà. Alla ripresa del gioco Bond non capisce il bluff di Le Chiffre e perde tutto il denaro rimastogli. A quel punto Vesper rifiuterà di concedergli i 5 milioni rimanenti vedendo nel suo egocentrismo la principale causa della disfatta.
Tra i due nasce uno screzio alquanto grave. Bond, disperato, decide di uccidere Le Chiffre a coltellate, ma viene fermato da Felix Leiter, un agente della CIA che sta effettuando in sostanza la sua stessa missione, ma sta perdendo però molto denaro, quindi si offre di finanziarlo. Bond ritorna al gioco, ma Le Chiffre incarica Valenka, tirapiedi al suo servizio, di avvelenare un suo cocktail con della digitale e sarà proprio Vesper a salvargli la vita grazie ad un defibrillatore. Nell'ultima mano, James riesce a battere Le Chiffre con un'inaspettata scala reale e a sottrargli tutti i soldi, dopo che gli altri giocatori si erano ritirati. Al termine della partita, Vesper e Bond cenano insieme per festeggiare la vittoria su Le Chiffre. Ma proprio in quel momento a Vesper giunge una chiamata di René Mathis e si alza dal tavolo. Bond sospetterà l'inganno ma non riuscirà a raggiungere la ragazza che viene sequestrata e spinta dentro la Jaguar nera di Le Chiffre. Inizia così un inseguimento che si concluderà sfortunatamente: Bond e Vesper, prigionieri, sono sottoposti a tortura, ma improvvisamente interviene Mr. White che con freddezza eliminerà Le Chiffre e i suoi tirapiedi. La morte di Vesper è rappresentata in modo diverso per rendere la scena più adrenalinica: Vesper infatti annega intrappolata in un ascensore (che lei stessa aveva fatto cadere in acqua) durante il crollo del palazzo che circonda lei e Bond.

### Casino Royale 1967
Nella versione cinematografica del 1967, il personaggio di Vesper Lynd venne interpretato da Ursula Andress, attrice che recitò anche nel ruolo di Honey Ryder nel film Agente 007 - Licenza di uccidere (1962). In questa versione, Vesper è molto distante dalla figura di donna descritta nel libro. È un agente segreto divenuto milionario con la tendenza a indossare, nel proprio ufficio, abiti stravaganti. Bond (interpretato da David Niven) occupa la posizione di M all'MI6 e, grazie ad uno sconto ottenuto sulle proprie tasse, la corrompe facendola diventare un altro agente 007, e assume Evelyn Tremble (Peter Sellers), esperto nel gioco del Baccarà, per fermare i piani di Le Chiffre (Orson Welles).

## Altre apparizioni
Nel primissimo adattamento di Casino Royale per la televisione, l'omonimo episodio della serie antologica Climax! (1954), il personaggio di Vesper Lynd venne trasformato in Vesper Mathis, un inedito incrocio tra Vesper e René Mathis, interpretato dall'attrice americana Linda Christian.